# Myslíkova
Myslíkova je pražská ulice na Novém Městě a probíhá po hranici městských částí Praha 1 na severu a Prahu 2 na jihu. Ulice spojuje Masarykovo nábřeží u Vltavy se Spálenou ulicí u Karlova náměstí, tato vidlice komunikací tvoří malé náměstí. Tato ulice je také hranicí mezi městskými částmi Praha 1 a Praha 2.

## Popis ulice
Ulice je situována v mírném svahu, převážně je zastavěná činžovními domy z konce 19. a začátku 20. století, kdy se stala páteřní komunikací s množstvím obchodů. Vystřídaly se zde slavné firmy jako evangelické vydavatelství a knihkupectví Blahoslav (po roce 1990 proměněné v antikvariát) nebo lékárna, ze které se dochoval dřevěný secesní portál s řezaným reliéfem Hygeiy. Z tradičních restaurací zůstala pod původním názvem jen U Bubeníčků. V současné době zde sídlí 162 firem, mezi nimi například Česká asociace pedagogického výzkumu, pobočka Pedagogické fakulty Univerzity Karlovy, optika, koření, orientální potraviny, stylový nábytek, kavárny a čajovny, dva hotely, taneční škola, aj. V Myslíkově domě sídlí velvyslanectví Belgického království.

## Historie a názvy

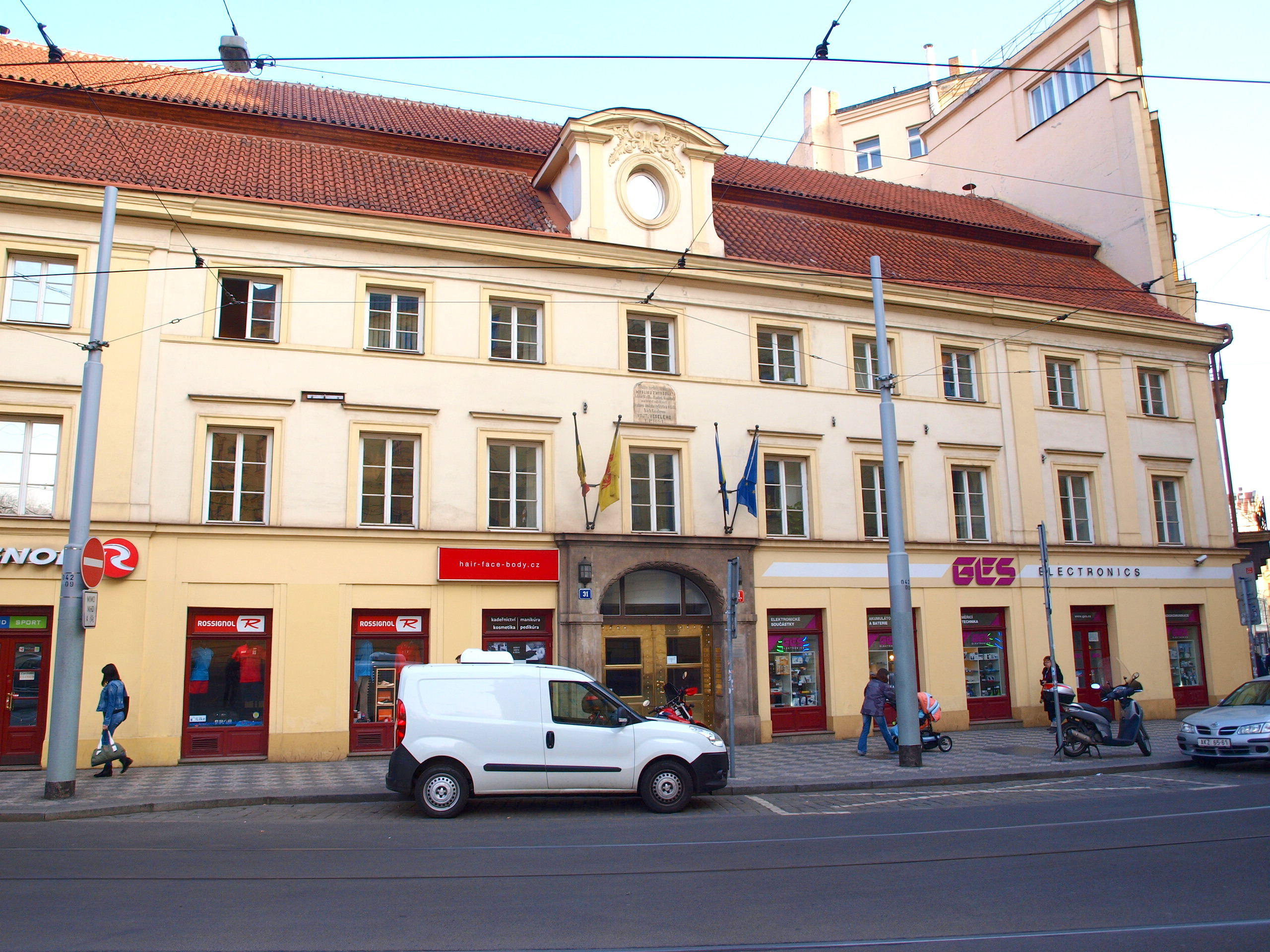
Myslíkův dům na č. 31. Jméno jeho domnělého majitele dalo omylem jméno celé ulici

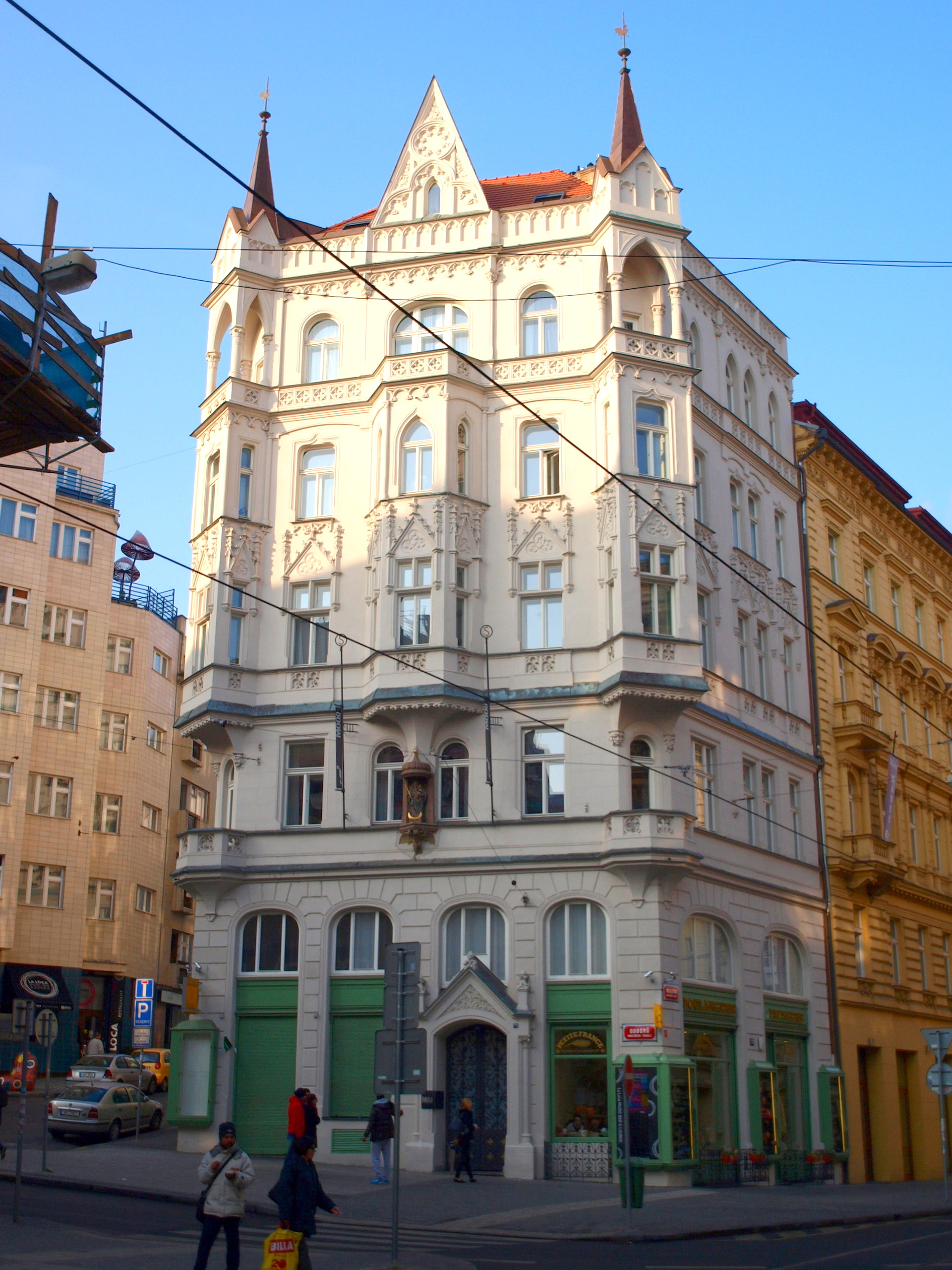
Nárožní dům Myslíkova 22 do ulic Odborů a Na zbořenci

Ulice vznikla se založením Nového Města v roce 1348 výnosem krále Karla IV. Tehdy ještě neměla jméno, přiléhala k osadě Zderaz, což připomíná název přilehlé ulice Na Zderaze, podle toho se myslíkova nazývala Pod Zderazem. Osada vznikla kolem kostela svatého Petra a Pavla, a po vzniku Nového Města do něho byla začleněna. Později převládl název Pasířská podle řemeselníků zde sídlících. Další dočasné pojmenování bylo kolem roku 1700 podle obchodníků s obilím Žitná, zatímco dnešní Žitná ulice se nazývala Žitnobranská
Název ulice Myslíkova pochází asi z roku 1884, nese jméno místního měšťana Adama Myslíka z Hyršova, na Radlici a v Košířích a zakladatele rodu Myslíků z Hyršova, pojmenování vzniklo omylem. Dům na rohu ulic Myslíkovy a Spálené totiž nepatřil Adamu Myslíkovi, jak uvádí pamětní deska na domě, nýbrž Eliáši Myslichovi z Vilimštejna, komorníkovi při zemských deskách v 17. století.

## Doprava
Ulice je poměrně frekventovaná, a ústí do ní deset ulic: Vojtěšská-Náplavní, Pštrossova-Na Zderaze, Křemencova-Odborů a Černá. Část Myslíkovy ulice od křižovatky s ulicí Odborů po křižovatku s ulicí Spálenou, je jednosměrná.
- Celou délkou ulice prochází dvoukolejná tramvajová trať se zastávkou „Myslíkova“. V 50. a 60. letech tudy jezdily linky 3, 15, 17 a 21, po roce 1990 byl tramvajová doprava zásadně zredukována, po určitou dobu vyloučena úplně, později zavedena linka 14, od změny jízdních řádů na podzim 2016 linka 5.

## Domy a osobnosti
- Dům čp. 171/II Myslíkova 31, Černá 2 – rozlehlý rohový renesanční objekt „U Myslíků“/U Myslichů nebo „U Nosů“ na nároží ulic Myslíkovy, Černé a Spálené, patřil komorníku Eliáši Myslichovi; roku 1861 zde Vojtěch Veselý (1823–1881)[4] otevřel pivnici s pivovarem,[5] o tři roky později nechal osadit pamětní desku.[6] Podnik po něm zdědil syn Jan Zdeněk Veselý (1850–1890), známý jako sokolský funkcionář, komunální politik a dramatik.[7] V 50.–80. letech sídlilo v přízemí proslulé řeznictví s jídelnou, navštěvovanou mj. herci z Národního divadla, lidově proto zvané Pražský Hollywood; památkově chráněný dům
- V domě č. p. 172/XXIII bývala kavárna Novoměstská (původně Petra Fastra). Pověst vypráví o pokladě, který se údajně v tomto domě nacházel: „Kdysi majitel toho domu z vlasti utíkaje pro víru a nemoha stříbrných nádob svých vzíti s sebou, poslední noci všechny roztavil a stříbro nalil do velikého pekáče, jenž měl podobu ryby. Ulila se tedy stříbrná ryba, kterou muž ten zazdil v domě doufaje, že po čase se vrátí. Ale zemřel v cizině dříve, než mohl komu prozraditi své tajemství. Po dlouhých teprv letech, když nový majitel zpustlý a sešlý dům znova stavěl, nalezl stříbrnou rybu a stal se boháčem.“[zdroj?]
- čp. 174/II, Myslíkova 23 – šestipatrový funkcionalistický dům firmy Nekvasil, postaven 1936–37; památkově chráněný dům
- Dům čp. 187/II, Myslíkova 13 (Pštrossova 2 – čtyřpatrový novorenesanční nájemní dům postaven roku 1896; zde v předchozím domě žil a zemřel básník a vědec František Ladislav Čelakovský (1799–1852); František Škroup (1801–1862), pamětní deska na domě připomíná, že zde složil nápěv písně Kde domov můj. V témže domě žili také lékař a spisovatel dr. Josef Čejka a mládí zde prožil hudební skladatel oper Karel Bendl, sbormistr nedalekého Hlaholu, autor první české operety Indiánská princezna. V domě žil také malíř staré Prahy Pavel Körbel.
- Dům čp. 208/II, Myslíkova 7 – secesní dům a poliklinika „U Kheilů“ (podle majitele obchodního učiliště Karla Petra Kheila), navrhl architekt Matěj Blecha; památkově chráněný dům
- Domy čp. 257/II a 258/II, Myslíkova 6 a 8 – novorenesanční činžovní domy z roku 1868, navrhl arch. Josef Schulz, restaurace U Bubeníčků; památkově chráněný dům
- Dům čp. 263/II, Myslíkova 22 – nárožní objekt do ulic Odborů a Na Zbořenci, novogotický dům z roku 1907, arch. František Jiskra; památkově chráněný dům
- Dům čp. 282/II, Myslíkova 26 – klasicistní nájemní dům „U černého koníčka“ z roku 1848; ; památkově chráněný dům
- Dům čp. 1647/II, Myslíkova 21, Křemencova 2 – novorenesanční dům, arch. Martin Bělský (1882); na fasádě novorenesanční sgrafita, ve výklencích oken alegorické postavy:Sochařství, Hudba, Architektura a Malířství (autor neznámý); památkově chráněný dům
- Dům čp. 1697/II, Myslíkova 16 – novorenesanční dům z roku 1882; arch. Josef Anger; intaktně zachována schodišťová chodba, zábradlí, dlažby a dveře; památkově chráněný dům
- Dům čp. 1922/II Myslíkova 9 – dům „U Škopků“ nebo „U Strašpytlů“, navrhl arch. František Niklas roku 1894; portál secesní: Svatovojtěšská lékárna
- Dům čp. 2018/II, Myslíkova 2, Masarykovo nábřeží 20 – nárožní secesní činžovní dům, arch. Richard Praus (1908); v 50.–80. letech 20. století v přízemí bývala rybárna, prodejna živých ryb s bazénkem. V domě dožila herečka a překladatelka Hana Vítová.

## Pamětihodnosti v okolí
- Městský soud v Praze
- Budova Spolku výtvarných umělců Mánes
- Šítkovská vodárenská věž
- Hlahol pražský
- Pravoslavný katedrální chrám sv. Cyrila a Metoděje
- Novoměstská radnice
- Pivnice a pivovar U Fleků s pivovarským muzeem